# Frank Rankmore
Frank Edward John Rankmore (født 21. juli 1939 i Cardiff, Wales, død 28. november 2022) var en walisisk fodboldspiller (forsvarer).
Rankmore begyndte sin karriere hos Cardiff City i sin fødeby, inden han i 1963 rejste til England. Her var han tilknyttet først Peterborough United og siden Northampton Town.
Rankmore spillede desuden en enkelt kamp for det walisiske landshold den 22. maj 1966, hvor waliserne under en opvisningturné i Sydamerika mødte Chile.